# گاولیکی ویلکیه
گاولیکی ویلکیه (به لهستانی:  Gawliki Wielkie) یک روستا در لهستان است که در گمینا ودمینه واقع شده‌است.